# Texola elada
Texola elada är en fjärilsart som beskrevs av William Chapman Hewitson 1868. Texola elada ingår i släktet Texola och familjen praktfjärilar. Inga underarter finns listade i Catalogue of Life.

## Bildgalleri

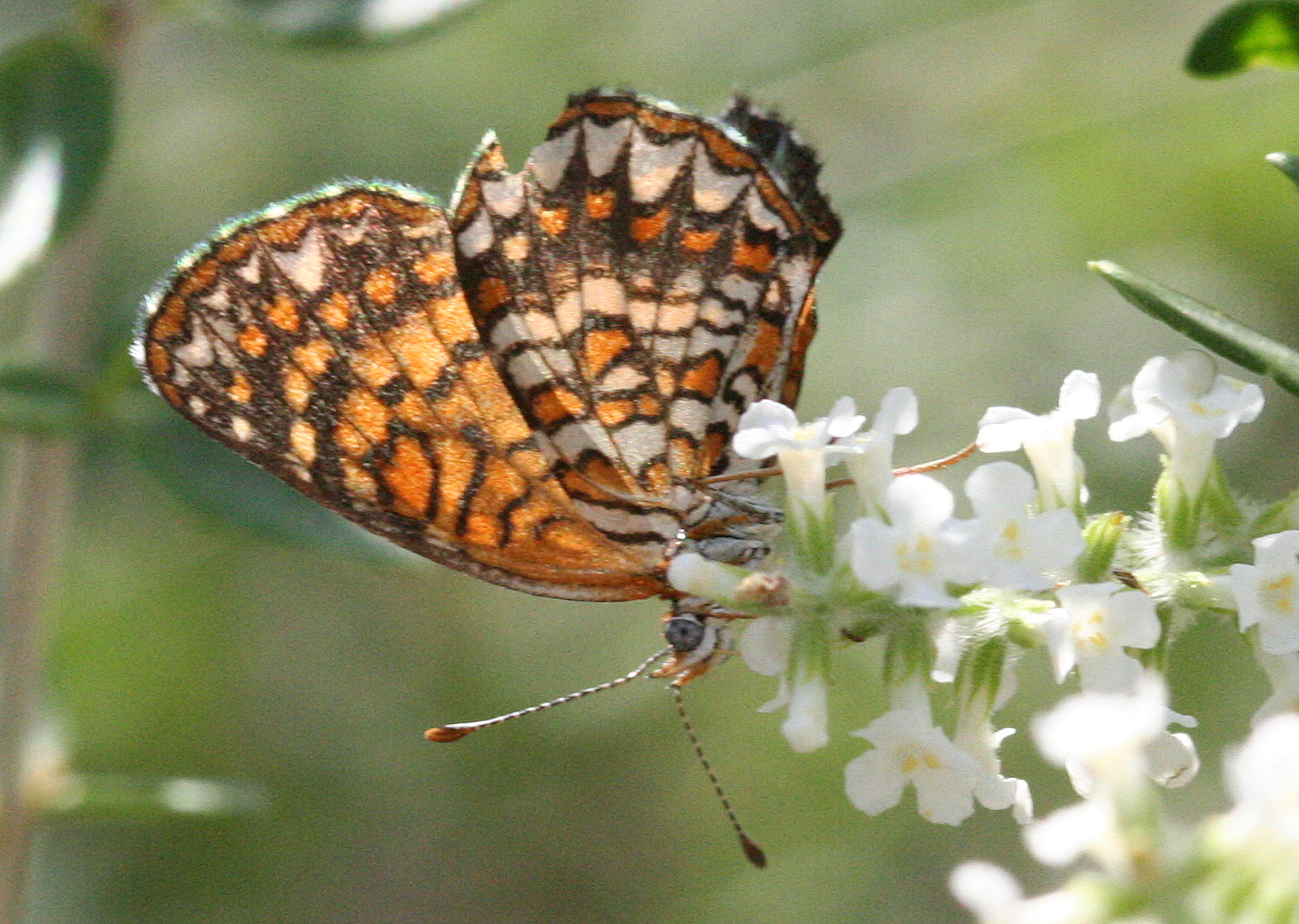
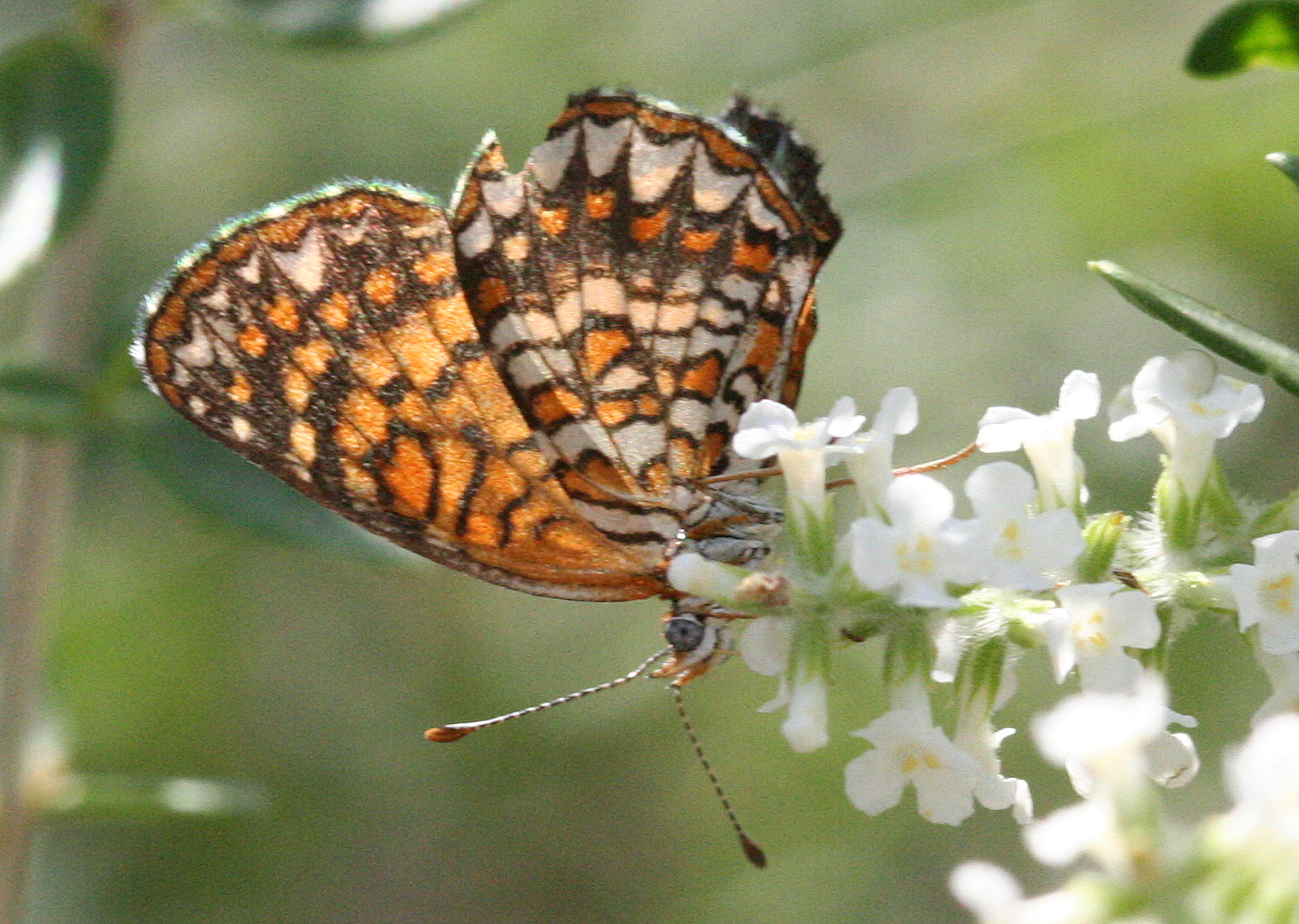